# Maes Pils (equipo ciclista)
El equipo Maes Pils, conocido anteriormente también como Okay, Geens o Watney, fue un equipo ciclista belga, de ciclismo en ruta que compitió entre 1966 a 1977.

## Principales resultados
- Tour del Norte: Raf Hooyberghs (1970)
- Omloop Het Volk: Frans Verbeeck (1970, 1972)
- Amstel Gold Race: Frans Verbeeck (1971), Walter Planckaert (1972)
- Tour de Luxemburgo: André Dierickx (1971), Frans Verbeeck (1975)
- Circuito de las Ardenes flamencas: Frans Verbeeck (1973)
- A través de Flandes: Roger Loysch (1973), Willy Planckaert (1976), Walter Planckaert (1977)
- Flecha Valona: Frans Verbeeck (1974)
- Flecha Brabanzona: Willem Peeters (1975)
- E3 Harelbeke: Frans Verbeeck (1975), Walter Planckaert (1976)
- Tour de Flandes: Walter Planckaert (1976)
- Vuelta a Bélgica: Walter Planckaert (1977)

### A las grandes vueltas
- Giro de Italia
  - 0 participaciones

- Tour de Francia
  - 2 participaciones (1972, 1973)
  - 2 victorias de etapa:
    - 2 el 1973: Eddy Verstraeten, CRE

  - 0 clasificaciones secundarias:

- Vuelta a España
  - 1 participación (1972)
  - 1 victorias de etapa:
    - 1 el 1972: Pieter Nassen

  - 0 clasificación finales:
  - 0 clasificaciones secundarias: